# Лан (фамилия)
Лан 郎 — китайская фамилия (клан).

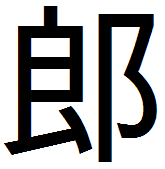

1) мужчина, молодой человек (также в обращении).
2) — придворный чин при династии Мин.

## Известные Лан
- Лан Лан — китайский пианист.
- Лан Ларри Сянь Пин  (род. 1956) — китайский экономист.
- Лан Пин — китайская волейболистка.
- Лан Фу, Павел — святой Римско-Католической Церкви, мученик.
- Лан Ян — святая Римско-Католической Церкви, мученица.
- Джузеппе Кастильоне (Giuseppe Castiglione, кит. 郎世寧, упр. кит. 郎世宁, пиньинь Láng Shìníng, 19 июля 1688 — 17 июля 1766) — итальянский монах-иезуит, миссионер и придворный художник в Китае.